# CarVertical
 (octobre 2023).
carVertical est une entreprise lituanienne développant un registre décentralisé et international de données en ligne sur l'historique, des voitures d'occasion.
L'entreprise est active en Europe, en Amérique du Nord et en Asie, à la fois pour particuliers et professionnels, sur le web et sur application mobile.
L'entreprise est soutenue par l'Union européenne à travers le Programme Opérationnel 2014-2020.

## Fonctionnement
Les utilisateurs accèdent, via un abonnement payant, à l'historique d'une voiture en saisissant son code d'identification (VIN). Les données du site sont collectées via diverses sources à travers le monde : registres d'État, contrôles techniques, compagnies d'assurances, ateliers de réparation automobile, associations internationales, portails publicitaires, etc,. En octobre 2023, CarVertical possède une centaine de collaborateurs pour 22 300 000 voitures inspectées.
Les rapports sont générés automatiquement. Ils contiennent des données et des photos depuis la fabrication de la voiture. Le rapport affiche les relevés du compteur kilométrique ainsi que les éventuels accidents de la circulation.
La plateforme vérifie également si la voiture n'a pas été volée, indique les défauts les plus courants du modèle, dans quels pays la voiture a été immatriculée, combien de fois le contrôle technique a été effectué ainsi que le prix approximatif du véhicule sur le marché.

## Histoire
En 2017, l'entreprise carVertical est créée par Audrius Kučinskas, Rokas Medonis et Robertas Boravskis, rejoints plus tard par Arnas Vasiliauskas.
En 2018, la start-up lève 16 millions d'euros. Son activité débute au cours de l'été de la même année, en Estonie et en Lituanie. À l'automne de la même année, carVertical rejoint l'initiative mondiale MOBI et en devient partenaire. Cette initiative promeut le développement de la blockchain au sein de l'industrie automobile. L'alliance comprend d'autres groupes tels que BMW, Bosch, Ford, General Motors, Renault, Hitachi, Honda ou Hyundai.
En 2019, carVertical entre sur son premier marché extra-européen en s'implantant aux États-Unis.
En 2020, le PDG de l'entreprise, Rokas Medonis, annonce que les revenus de l'entreprise ont quadruplé au cours de l'année. À cette époque, carVertical est en activité dans 23 pays en Europe, en Amérique du Nord et en Asie.
En mars 2021, le Royaume-Uni devient le 25e pays où l'entreprise vend ses rapports.

### Marchés et résultats
En octobre 2023, l'entreprise présente sur 28 marchés à travers le monde.
- En Europe : Royaume-Uni, Lituanie, Estonie, Lettonie, Pologne, Roumanie, Hongrie, France, Ukraine, Suède, Belgique, Tchéquie, Croatie, Bulgarie, Slovaquie, Serbie, Finlande, Slovénie, Allemagne, Italie, Suisse, Danemark, Espagne, Portugal et Grèce.
- En Amérique du Nord : États-Unis et Mexique.
- En Océanie : Australie.

En 2022, carVertical réalise un chiffre d'affaires de 23,3 millions d'euros contre 17,1 en 2021, soit une croissance de 30%.